# Калининский район (Херсонская область)
Кали́нинский райо́н — административная единица Украинской ССР Советского Союза, существовавшая в 1927—1958 годах.
С момента образования до августа 1927 г. именовался как Сейдеменухо́вский райо́н (Больше-Сейдеменухский) в составе Херсонского округа УССР СССР, с августа 1927 до 1944 гг. — как Калининдо́рфский райо́н, имея статус еврейского национального района до 1938 года.
20 августа 1927 года райцентр колония Большая Сейдеменуха был переименован в село Калининдорф, с 1944 года — Калининское.
С 15 сентября 1930 года после упразднения округов, Калининдорфский район находился в прямом административном подчинении центральных властей Украинской ССР Советского Союза, с 27 февраля 1932 года, после введения в УССР областного деления, район входил в состав Одесской области, с 22 сентября 1937 до 1944 года — Николаевской области, а с 1944 до 1958 гг. как Калининский район — в составе Херсонской области УССР Советского Союза.

## Население и территория
К 1927 году в районе насчитывалось 44 населенных пункта, где проживало 11 779 человек, из них 9928 человек (84 %) — евреи. Крупнейшими поселениями были:
- Калининдорф (1915 чел.)
- Бобровый Кут (1450 чел.)
- Львово (1448 чел.)
- Малая Сейдеменуха (758 чел.).

Площадь района составляла 900 км². Население (на 1932 г.) — 13 674 человека, из которых 82 % составляли евреи. В районе издавалась на идише газета «Колвирт-эмес» и действовал еврейский колхозный театр.
По состоянию на 1934 год Калининдорфский район Одесской области УССР с центром в селе Калининдорф (1,6 тыс. жителей) охватывал территорию в 750 км² с населением 12,5 тыс. жителей и включал 11 сельсоветов.
По данным переписи населения 1939 года, численность населения Калининдорфского района Николаевской области УССР составила 19 480 человек, в том числе в райцентре селе Калининдорф — 3126 человек.
По состоянию на 1941 год Калининдорфский район Николаевской области УССР с центром в селе Калининдорф охватывал площадь в 0,9 тыс. км² и включал 13 сельсоветов.
По состоянию на 1947 год Калининский район Херсонской области УССР с центром в селе Калининское охватывал площадь в 0,9 тыс. км² и включал 12 сельсоветов.

## История

### Предпосылки создания и становление района
В 1925 году советское руководство начало кампанию по переселению евреев из городов в сельскую местность для вовлечения их в земледелие. При поддержке международных организаций, таких как Агро-Джойнт и Еврейское колонизационное общество, были восстановлены старые еврейские земледельческие колонии, пострадавшие в годы Гражданской войны, а также основаны новые поселения. В результате сформировался компактный район с преобладающим еврейским населением.
В марте 1927 года в Херсонском округе Украинской ССР, из сельских советов, входивших в Бериславский и Снигирёвский районы, был создан Сейдеменухский район с центром в колонии Большая Сейдеминуха (основанной в 1807 году еврейскими переселенцами из северных губерний). Уже в августе 1927 года район получил статус национального еврейского и был переименован в Калининдорфский район в честь М. И. Калинина.
Земледелие развивалось на коллективных началах: к 1928 году 78,7 % хозяйств входили в сельскохозяйственные кооперативы. Благодаря помощи международных организаций в районе раньше, чем в украинских сёлах, появились машинно-тракторные станции (МТС).

### Коллективизация и голод 1932—1933 годов
В конце 1920-х началась форсированная коллективизация: к 1932 году 98,7 % хозяйств были объединены в колхозы. Однако завышенные планы хлебозаготовок привели к массовому голоду. В марте 1933 года Калининдорфский район вошёл в десятку наиболее пострадавших на Украине. Власти отказались от международной помощи, а изъятие зерна у крестьян усугубило катастрофу.

### Включение в состав областей
В 1932 году Калининдорфский район был включён в состав новообразованной Одесской области, а в 1937 году — в новообразованную Николаевскую область Украинской ССР Советского Союза.

### Репрессии и утрата национального статуса
В 1937 году начались массовые аресты по сфабрикованным делам (например, о «подпольной бундовской организации»). В 1938 году, в рамках ликвидации национальных районов, Калининдорфский район потерял статус еврейского национального района. В 1939 году в состав Снигирёвского района была передана территория Калиндорфского района, располагавшаяся на правом берегу Ингульца (Куйбышевский, Молотовский и Эрштмайский сельсоветы).

### Великая Отечественная война, оккупация и Холокост
С началом Великой Отечественной войны на фронтах сражались 183 жителя районного центра, из них 84 человека были награждены орденами и медалями. Значительная часть фронтовиков погибла в боях.
Район был оккупирован немецко-фашистскими войсками в августе 1941 года. Еврейское население подверглось тотальному уничтожению: например, 16-17 сентября 1941 года гитлеровцы провели массовый расстрел 996 евреев Калининдорфа.
Всего на территории района погибло около 4100 евреев. Выжившие евреи затем предпочли уехать в другие регионы страны, в частности, в Еврейскую автономную область.

### Освобождение и упразднение района
14 марта 1944 года Калининдорф был освобождён Красной Армией от гитлеровцев.
30 марта 1944 года освобождённый Калининдорфский район был включён в новообразованную Херсонскую область УССР Советского Союза.
15 августа 1944 года райцентр село Калининдорф был переименован в Калининское, а Калининдорфский район — в Калининский район.
4 июня 1958 года Калининский район был упразднён. Из его состава Боброво-Кутский, Калининский, Ново-Гредневский, Орловский и Чкаловский сельсоветы были переданы в Больше-Александровский район, а Львовский и Таврийский сельсоветы — в Бериславский район.